# Гройлих, Павол
Павол Гро́йлих (в.-луж. Pawoł Grojlich, 20 сентября 1908 года, деревня Нехорнь, Лужица, Германия — 19 сентября 1992 год, Букецы, Германия) — серболужицкий писатель. Отец писателя Марко Гройлиха.

## Биография
Родился 20 сентября 1908 года в серболужицкой крестьянской семье в лужицкой деревне Нехорнь. После окончания в 1922 году начальной школы в деревне Ворцынь обучался до 1924 года в гимназии в Будишине. С 1924 года по 1933 год работал наборщиком в типографии серболужицкой газеты «Serbske Nowiny», редактором которой в то время был серболужицкий писатель и публицист Ян Скала. В это же время принимал активное участие в деятельности серболужицких организаций «Объединение евангелических сербов» (Zjednoćenstwo ewangelskich Serbow) и «Сокол». Вместе с Мерчином Новаком-Нехорньским основал серболужицкий кукольный театр. С 1933 года до 1939 года работал наборщиком и корректором в типографии в деревне Букецы. С 1939 года по 1945 год участвовал в сражениях Второй мировой войны. После войны работал в редакции газеты «Nowa Doba» в Будишине. С 1953 года по 1959 год был техническим директором типографии. В свободное от работы время написал несколько книг, за которые был удостоен в 1963 году литературной премии серболужицкой культурно-просветительской организации «Домовина».
В 1963 году вышел на пенсию и проживал в деревне Букецы, где скончался 19 сентября 1992 года.

## Сочинения
- A tola Serbam lipa kće (соавтор), LND, 1962.
- Na wsy a za wsu. LND, 1962.
- Z wusadnym za blidom (соавтор). LND, 1963.
- Lěto wjesneho hólca. LND, 1981.
- Młode lěta wjesneho hólca. LND, 1986.
- Lěta ćmy a nadźije. LND, 1989.